# Melanorivulus ignescens
Melanorivulus ignescens (nome científico) é um peixe de água doce pertencente à família dos rivulídeos, que habita as veredas do cerrado brasileiro. Seu nome vem da palavra em latim para “em chamas” devido à cor alaranjada das nadadeiras anais dos machos. Essa é uma espécie de pequeno porte, assim como outras do mesmo gênero, com adultos que normalmente não ultrapassam 45 mm de comprimento. Devido ao seu tamanho diminuto, existe uma escassez de informações sobre a espécie, tendo sido oficialmente descrita apenas em 2017, sendo necessários mais estudos e amostragens.

## Habitat e distribuição
M. ignescens foi inicialmente encontrada no alto da bacia do rio Araguaia, próximo ao município de Guiratinga, no Mato Grosso. Essa espécie, assim como outras do gênero, pode ser encontrada em veredas, ecossistemas do cerrado que consistem em vales rasos alagados por pequenos corpos d’água, caracterizados pela presença de buritis em suas margens. 

## Filogenia
A posição filogenética da espécie ainda é incerta. A morfologia da cartilagem interarcual, juntamente com o padrão marrom-avermelhado de manchas na nadadeira anal dos machos, sugerem que a espécie mais próxima filogenética seria a M. dapazi. Assim, essa espécie, juntamente à M. flavipinnis e M. regularis, descritas no mesmo artigo, pertenceriam ao grupo M. dapazi. Entretanto, o padrão de pigmentação das fêmeas indica que as espécies mais próximas da M. ignescens seriam M. flavipinnis e M. regularis.